# ウィリアム・コーカリー
ウィリアム・コーカリー（William Corkery、1993年12月11日 - ）は、アメリカ合衆国の俳優。

## 出演作品

### 映画
- レジェンド・オブ・メダリオン -時空を越えた秘密の島-

### ゲーム
- ソニックアドバンス3
- ソニック ヒーローズ